# Rarotongapurperspreeuw
De rarotongapurperspreeuw (Aplonis cinerascens) is een zeldzame spreeuwenensoort.

## Verspreiding en leefgebied
De rarotongapurperspreeuw is endemisch op het eiland Rarotonga (Cookeilanden). Het is een schuwe, onopvallende bewoner van ongerept heuvellandbos op een hoogte tussen de 150 en 600 m boven de zeespiegel.

## Bedreiging
Deze purperspreeuw staat als kwetsbaar op de Rode Lijst van de IUCN. De aantallen nemen af, maar de oorzaken daarvan zijn niet geheel duidelijk. De introductie van de treurmaina als concurrent of ratten (als predator van eieren) of uitheemse vogelziekten worden genoemd als vermoedelijke oorzaken van de afname.